# 416
416 (CDXVI) fue un año bisiesto comenzado en sábado del calendario juliano, en vigor en aquella fecha.
En el Imperio romano, el año fue nombrado como el del consulado de  Teodosio y Paladio, o menos comúnmente, como el 1169 Ab urbe condita, adquiriendo su denominación como 416 a principios de la Edad Media, al establecerse el anno Domini.

## Acontecimientos
- 8 o 15 de marzo (quizá en el año anterior): en Alejandría (Egipto),  una turba de cristianos ―se cree que exacerbados por san Cirilo― lapidan a la filósofa, astrónoma y escritora egipcio-romana Hipatia (65).
- El rey visigodo Walia firma un tratado de federación con el Imperio romano de Occidente, comprometiéndose a combatir a vándalos y alanos, a cambio de un suministro regular de víveres.
- En los concilios de Cartago y Milevo se anatemiza a Pelagio y a Celestio.
- Agustín de Hipona termina su obra De Trinitate.
- Se erige en la ciudad maya de Tikal, en la actual Guatemala, la llamada Estela 18, el monolito más antiguo que se conoce en esa ciudad.
- El general chino Lieu Yü lleva a cabo una campaña militar en China septentrional.
- Según el antiguo texto javanés Para rathon (‘libro de los reyes’) se menciona que este año hubo una gran erupción del volcán Krakatoa. Pero posiblemente la erupción sucedió en el 535, cuando se generó el cambio climático en el año 536.

## Fallecimientos
- 8 o 15 de marzo: Hipatia (65), filósofa y maestra neoplatónica griega, natural de Egipto (n. c. 355).